# فرودگاه تنریف جنوبی
فرودگاه تنریف جنوبی (به انگلیسی: Tenerife South Airport) (به زبان بومی: Aeropuerto de Tenerife Sur) یک فرودگاه همگانی مسافربری با کد یاتا TFS است که یک باند فرود آسفالت دارد و طول باند آن ۳۲۰۰ متر است. این فرودگاه در شهر تنریف کشور اسپانیا قرار دارد و در ارتفاع ۶۴ متری از سطح دریا واقع شده است.